# Пушкарёв, Владимир Иванович
Влади́мир Иванович Пушкарев (род. 4 февраля 1954, Москва, СССР) — советский, российский трубач,  педагог и дирижёр. Профессор (2007). Заслуженный артист Российской Федерации (2006). Лауреат седьмой Артиады народов России (2004), Всесоюзного (1980) и Международного (1996) конкурсов.
Профессор кафедрымедных духовых инструментов Российской академии музыки имени Гнесиных, заведующий отделом медных духовых инструментов МССМШ имени Гнесиных.

## Биография
Владимир Пушкарев родился 4 февраля 1954 года в Москве. В 1973 г. окончил с отличием музыкальное училище им. Ипполитова-Иванова, в 1978 г. ГМПИ им. Гнесиных, а в 1982 г. ассистентуру-стажировку ГМПИ им. Гнесиных (везде класс профессора Н. Н. Яворского).
Владимир Пушкарев начал свою карьеру профессионального музыканта с 18 лет в Симфоническом оркестре радио и телевидения c 1972 по 1975 гг., дирижёр Максим Шостакович. В 1975 году прошел по конкурсу в музыкальный театр оперы и балета им. Станиславского и Немировича-Данченко, где в течение 5 лет занимал место солиста-трубача, концертмейстера медной группы. Затем в течение 11 лет (1980—1991) — солист симфонического оркестра Министерства культуры СССР (дирижер Геннадий Рождественский).
В краткой характеристике, которую даёт Г. Н. Рождественский для «Энциклопедического Биографического словаря музыкантов-духовиков», он пишет: «Виртуозное владение инструментом обеспечивает Пушкареву высокий уровень исполнения очень ответственных произведений. Отличительной его особенностью является владение полистилистикой. Он одинаково хорошо исполняет произведения эпохи Барокко, современную музыку, включая джазовые импровизации. Пушкарев владеет коллекцией различных труб, что позволяет, пользуясь ими, с наибольшей полнотой раскрывать содержание того или иного произведения».

С 1991 по 2001 гг. работает в Российском национальном симфоническом оркестре (дирижеры Михаил Плетнев и Владимир Спиваков). В 1999 году Владимир Пушкарев участвует в совместном концерте с Уинтоном Марсалисом в Москве. Уинтон Марсалис даёт высокую оценку исполнительскому мастерству Владимира Пушкарева и отмечает профессиональное владение как классическими, так и джазовыми штрихами.
С 2001 по 2007 гг. — в симфоническом оркестре Москвы «Русская филармония» (дирижер Александр Ведерников). 
Не замыкаясь в рамках профессиональной оркестровой и концертно-исполнительской деятельности, Владимир Пушкарев с 1974 г. активно занимается педагогикой. С 1974 по 1986 г. преподаватель класса трубы в музыкальном училище им. Ипполитова-Иванова, с 1993 по 2001 г. организовал и возглавил кафедру духовых и ударных инструментов в новом открывшемся Государственном музыкально-педагогическом институте им. Ипполитова-Иванова. С 1986 г. и по настоящее время преподаватель класса трубы в Российской академии музыки им. Гнесиных и с 2001 г. в Московской средней специальной музыкальной школе (колледж) им. Гнесиных. Многие воспитанники стали лауреатами Российских и международных конкурсов, солистами различных профессиональных оркестровых коллективов.
Владимир Пушкарев — автор научно-методических разработок и учебных программ. В 1985 г. принимает участие в «Первой всесоюзной конференции музыкантов-духовиков» в Ленинграде, где делает доклад «Труба-пикколо в современной исполнительской практике» и выступает на концерте, исполнив произведения эпохи барокко на трубе-пикколо с органом (Л. Голуб — орган).
Проводит открытые уроки и мастер-классы в различных городах России и за рубежом (США, Канада, Япония, Великобритания, Польша). Его дважды приглашают в Королевскую академия музыки в Лондоне (1997, 1999 гг.), где Владимир Пушкарев был первым трубачом-методистом из России, которого пригласили сделать презентацию своей новой методической работы «Апертура языка» и провести мастер-класс со студентами академии. В информационном буклете 1997 г., где анонсируют различные события в Королевской академии музыки, было сказано: «Владимир Пушкарев… так же является автором методики революционного обучения игре на трубе».
В 1998 году по приглашению профессора Виллиама Ваккиано Владимир Пушкарев посещает Джульярдскую школу, где знакомит студентов его класса со своей методикой и проводит мастер-класс. С 2013 по 2016 г. ежегодно участвовал в «Международной летней академии трубы» в Польше (Краков, Кольбушово) и вместе с известными трубачами-педагогами из Англии, Германии, Франции, Италии и Польши проводил занятия с молодыми трубачами.
Владимир Пушкарев — член жюри многих различных конкурсов музыкантов-исполнителей на духовых инструментах.

## Выпускники разных лет
- Вантеев Юрий - Солист оркестра Московского государственного музыкального театр под руководством Г.Чихачева, преподаватель класса трубы ДМШ имени Гнесиных и ДМШ №71
- Ветух Александр - Солист Симфонический оркестр Москвы «Русская филармония», солист оркестра муз театра имени Станиславского и Немировича-Данченко
- Ветух Андрей - Заслуженный артист РФ, Солист Президентского оркестра России
- Винтер Николай - Солист оркестра театра «Новая опера»
- Востоков Пётр - Солист-трубач и руководитель «Большого джазового оркестра», преподаватель кл. трубы РАМ имени Гнесиных
- Иванов Михаил - Солист оркестра службы внешней разведки (СВР)
- Масливец Дмитрий - Солист оркестра «Кубанский казачий хор»
- Митронов Виталий - Солист оркестра службы внешней разведки (СВР)
- Мухин Олег - Заслуженный артист РФ, Артист Симфонического оркестра п/у Павла Когана
- Науменко Александр - Солист оркестра «Московский цирк»
- Панфилов Максим - Артист Симфонический оркестр Москвы «Русская филармония»
- Квартальнов Валерий - Артист Симфонический оркестр Москвы «Русская филармония»
- Паршенков Андрей - Артист оркестра муз театра имени Станиславского и Немировича-Данченко
- Полушкин Алексей - Солист оркестра «Московский цирк»
- Прокудин Илья - Солист оркестра «Московский цирк»
- Ратнер Евгений - Камерный оркестр, г.Хайфа, Израиль
- Солдатов Кирилл - Солист РНФО п/у В.Т. Спивакова, преподаватель кл. трубы МССМШ имени Гнесиных
- Табак Филипп - Артист оркестра «Молодая Россия» п/у Ю.А.Башмета
- Тузов Павел - Артист оркестра муз театра имени Станиславского и Немировича-Данченко
- Фурманов Андрей - Солист Президентского оркестра России
- Хромов Виктор - Солист Президентского оркестра России
- Шарапов Вадим - Солист ансамбля имени Моисеева